# Charles M. Henderson
Charles Murray Henderson (1956-) est un géologue et paléontologue canadien.

## Publications
- (en) Mei S., Henderson C.M. & Wardlaw B.R., 2002. Evolution and distribution of the conodonts Sweetognathus and Iranognathus and related genera during the Permian, and their implications for climate change. Palaeogeography, Palaeoclimatology.
- (en) Lance L. Lambert, Bruce R. Wardlaw & Charles M. Henderson, 2007. Mesogondolella and Jinogondolella (Conodonta): Multielement definition of the taxa that bracket the basal Guadalupian (Middle Permian Series) GSSP. Palaeoworld, Volume 16, Issues 1–3, January–September 2007, Pages 208–221, DOI 10.1016/j.palwor.2007.05.017.
- (en) Yi-chun Zhang, Shu-zhong Shen, Dong-xun Yuan, Charles M. Henderson & Junichi Tazawa, 2012. Implications of Kungurian (Early Permian) conodonts from Hatahoko, Japan, for correlation between the Tethyan and international timescales. Micropaleontology, volume 58, numéro 6, pages 505–522.
- (en) Terrill D.F., Henderson C.M. & Anderson J.S., 2018. New applications of spectroscopy techniques reveal phylogenetically significant soft tissue residue in Paleozoic conodonts†. J. Anal. At. Spectrom., 33, pages 992-1002, DOI 10.1039/C7JA00386B.
- (en) Henderson C.M., 2021. Conodonts. Encyclopedia of Geology (Second Edition), pages 435-445, DOI 10.1016/B978-0-08-102908-4.00113-2 (lien vers le chapitre).